# The white space
The white space is het tweede muziekalbum van Tone Ghost Ether. Het album is opgenomen in Potomac Falls in 2001, het stichtingsjaar van de band. De muziek bestaat uit lange improvisaties. De muziek bestaat uit naar ambient neigende jazzrock en/of progressieve rock. Het kan gezien worden als een verlengstuk van de soloalbums van Kit Watkins.

## Musici
- Kit Watkins – toetsinstrumenten
- Brad Allen - gitaar
- John Tlusty - elektronica

## Muziek
| Nr. | Titel             | Duur  |
| --- | ----------------- | ----- |
| 1.  | Atom breath giant | 21:32 |
| 2.  | Cloud seven below | 5:58  |
| 3.  | Big sky canyon    | 12:29 |
| 4.  | The white space   | 18:48 |